# Burnupiidae
Burnupiidae zijn een familie van weekdieren uit de klasse van de Gastropoda (slakken).

## Geslacht
Het volgende geslacht is bij de familie ingedeeld:
- Burnupia B. Walker, 1912